# Norah de Kresz
Norah Drewett de Kresz (geb. Norah Drewett; * 14. November 1882 in London; † 24. April 1960 in Budapest) war eine englische Pianistin und Musikpädagogin.

## Leben und Wirken
Norah Drewett war Klavierschülerin von Victor Alphonse Duvernoy am Pariser Konservatorium und von Bernhard Stavenhagen in München und nahm kurze Zeit Unterricht bei Leonid Kreutzer in Berlin. Sie trat als Solistin und Kammermusikerin auf und debütierte 1904 als Konzertpianistin in Monte Carlo. 1918 heiratete sie den Geiger Géza de Kresz. Sie unterrichtete von 1928 bis 1935 am Toronto Conservatory of Music und am Hambourg Conservatory und von 1938 bis 1941 am Nationalkonservatorium Budapest. Danach gab sie privaten Unterricht. Zu ihren Schülern zählten Patricia Blomfield Holt und Ida Krehm.

## Quelle
- Norah de Kresz. In:  Encyclopedia of Music in Canada. herausgegeben von The Canadian Encyclopedia (englisch, französisch).

| Personendaten    | Personendaten                                         |
| ---------------- | ----------------------------------------------------- |
| NAME             | De Kresz, Norah                                       |
| ALTERNATIVNAMEN  | Kresz, Norah Drewett de; Drewett, Norah (Geburtsname) |
| KURZBESCHREIBUNG | englische Pianistin und Musikpädagogin                |
| GEBURTSDATUM     | 14. November 1882                                     |
| GEBURTSORT       | London                                                |
| STERBEDATUM      | 24. April 1960                                        |
| STERBEORT        | Budapest                                              |